# Middlefield (Connecticut)
Middlefield es un pueblo ubicado en el condado de Middlesex en el estado estadounidense de Connecticut. En el año 2005 tenía una población de 4,281 habitantes y una densidad poblacional de 130 personas por km².

## Geografía
Middlefield se encuentra ubicada en las coordenadas 41°31′03″N 72°42′44″O / 41.51750, -72.71222.

## Demografía
Según la Oficina del Censo en 2000 los ingresos medios por hogar en la localidad eran de $59,448 y los ingresos medios por familia eran $69,267. Los hombres tenían unos ingresos medios de $43,953 frente a los $31,487 para las mujeres. La renta per cápita para la localidad era de $25,711. Alrededor del 1.5% de la población estaban por debajo del umbral de pobreza.